# アンドレア・リー
アンドレア・リー（Andrea Lee、1989年2月11日 - ）は、アメリカ合衆国の女性総合格闘家、キックボクサー。テキサス州アトランタ出身。グラディエーターズ・アカデミー所属。元LFA女子フライ級王者。元Legacy FC女子フライ級王者。

## 来歴
20歳の時から格闘技のトレーニングを始め、ボクシング、ムエタイ、キックボクシング、総合格闘技で数々のアマチュアタイトルを獲得した。

### アマチュアボクシング
2010年と2013年にルイジアナ州ゴールデングローブスで優勝。
2013年、全米ゴールデングローブスで優勝。

### アマチュアムエタイ
2013年と2015にIKF世界アマチュアムエタイ選手権で優勝。

### 総合格闘技
2014年9月19日、24歳でプロ総合格闘技デビュー。

#### Invicta FC
2014年12月5日、Invicta FC 10でロクサン・モダフェリと対戦し、1-2の判定負け。プロ初黒星を喫した。
2016年3月11日、Invicta FC 16でサラ・ダレリオと対戦し、リアネイキドチョークで一本負け。

#### UFC
2018年5月19日、UFC初参戦となったUFC Fight Night: Maia vs. Usmanでべロニカ・マセドと対戦し、3-0の判定勝ち。ファイト・オブ・ザ・ナイトを受賞した。
2019年2月17日、UFC on ESPN: Ngannou vs. Velasquezで女子フライ級ランキング12位のアシュリー・エバンス・スミスと対戦し、3-0の判定勝ち。
2019年6月22日、UFC Fight Night: Moicano vs. Korean Zombieで女子フライ級ランキング11位のモンタナ・デ・ラ・ロサと対戦し、3-0の判定勝ち。
2019年9月7日、UFC 242で女子フライ級ランキング5位のジョアン・コールダウッドと対戦し、1-2の判定負け。
2020年2月8日、UFC 247で女子フライ級ランキング7位のローレン・マーフィーと対戦し、1-2の判定負け。海外のMMAメディアサイトの採点では12人中12人の記者全てがリーの勝利を支持した。
2020年9月12日、UFC Fight Night: Waterson vs. Hillで女子フライ級ランキング8位のロクサン・モダフェリと対戦し、判定負け。
2021年5月15日、UFC 262で女子フライ級ランキング12位のアントニーナ・シェフチェンコと対戦し、腕ひしぎ三角固めで一本勝ち。
2021年11月13日、UFC Fight Night: Holloway vs. Rodríguezで女子フライ級ランキング5位のシンシア・カルビーロと対戦し、2R終了時にコーナーストップでTKO勝ち。パフォーマンス・オブ・ザ・ナイトを受賞した
2022年5月14日、UFC on ESPN: Błachowicz vs. Rakićで女子フライ級ランキング8位のビビアン・アラウジョと対戦し、0-3の判定負け。
2023年3月25日、UFC on ESPN: Vera vs. Sandhagenで女子フライ級ランキング13位のメイシー・バーバーと対戦し、判定負け。

## 人物・エピソード
- ニックネームの「KGB」は、ロシア人女性のような見た目をしていることからコーチや練習仲間に名付けられたもので、本人にロシアとの繋がりはない[1][3]。
- 2018年8月5日、コーチで夫のダニー・アーロンから首を絞められる、タバコを腕に押し付けられるなどドメスティックバイオレンスの被害を受け、友人のアンディ・ウィンが警察に通報[4]。翌年5月24日にアーロンは逮捕され、刑務所に収監された[5][6]。

## 戦績
| 総合格闘技 戦績 | 総合格闘技 戦績 | 総合格闘技 戦績 | 総合格闘技 戦績 | 総合格闘技 戦績 | 総合格闘技 戦績 | 総合格闘技 戦績 |
| --------------- | --------------- | --------------- | --------------- | --------------- | --------------- | --------------- |
| 24 試合         | (T)KO           | 一本            | 判定            | その他          | 引き分け        | 無効試合        |
| 13 勝           | 3               | 5               | 5               | 0               | 0               | 0               |
| 11 敗           | 0               | 1               | 10              | 0               | 0               | 0               |

| 勝敗 | 対戦相手                     | 試合結果                        | 大会名                                                              | 開催年月日     |
| ×    | JJ・アルドリッチ             | 5分3R終了 判定0-3               | UFC Fight Night: Kape vs. Almabayev                                 | 2025年3月1日   |
| ×    | モンタナ・デ・ラ・ロサ       | 5分3R終了 判定1-2               | UFC on ESPN 57: Cannonier vs. Imavov                                | 2024年6月8日   |
| ×    | ミランダ・マーベリック       | 5分3R終了 判定0-3               | UFC 298: Volkanovski vs. Topuria                                    | 2024年2月17日  |
| ×    | ナタリア・シウバ             | 5分3R終了 判定0-3               | UFC 292: Sterling vs. O'Malley                                      | 2023年8月19日  |
| ×    | メイシー・バーバー           | 5分3R終了 判定1-2               | UFC on ESPN 43: Vera vs. Sandhagen                                  | 2023年3月25日  |
| ×    | ビビアン・アラウジョ         | 5分3R終了 判定0-3               | UFC on ESPN 36: Błachowicz vs. Rakić                                | 2022年5月14日  |
| ○    | シンシア・カルビーロ         | 2R 5:00 TKO（コーナーストップ） | UFC Fight Night: Holloway vs. Rodríguez                             | 2021年11月13日 |
| ○    | アントニーナ・シェフチェンコ | 2R 4:52 腕ひしぎ三角固め        | UFC 262: Oliveira vs. Chandler                                      | 2021年5月15日  |
| ×    | ロクサン・モダフェリ         | 5分3R終了 判定0-3               | UFC Fight Night: Waterson vs. Hill                                  | 2020年9月12日  |
| ×    | ローレン・マーフィー         | 5分3R終了 判定1-2               | UFC 247: Jones vs. Reyes                                            | 2020年2月8日   |
| ×    | ジョアン・コールダウッド     | 5分3R終了 判定1-2               | UFC 242: Khabib vs. Poirier                                         | 2019年9月7日   |
| ○    | モンタナ・デ・ラ・ロサ       | 5分3R終了 判定3-0               | UFC Fight Night: Moicano vs. Korean Zombie                          | 2019年6月22日  |
| ○    | アシュリー・エバンス・スミス | 5分3R終了 判定3-0               | UFC on ESPN 1: Ngannou vs. Velasquez                                | 2019年2月17日  |
| ○    | べロニカ・マセド             | 5分3R終了 判定3-0               | UFC Fight Night: Maia vs. Usman                                     | 2018年5月19日  |
| ○    | ジェイミー・トートン         | 2R 2:54 キムラロック            | LFA 23: Krantz vs. Nakashima 【LFA女子フライ級タイトルマッチ】      | 2017年9月22日  |
| ○    | リズ・トレイシー             | 5分3R終了 判定2-1               | Invicta FC 23: Porto vs. Niedzwiedz                                 | 2017年5月20日  |
| ○    | ヘザー・バセット             | 3R 3:40 腕ひしぎ十字固め        | LFA 4: Aguilar vs. Jackson 【LFA女子フライ級王座決定戦】            | 2017年2月17日  |
| ○    | ジェニー・リウー             | 1R 1:14 KO（ボディブロー）      | Invicta FC 21: Anderson vs. Tweet                                   | 2017年1月14日  |
| ×    | サラ・ダレリオ               | 3R 4:21 リアネイキドチョーク    | Invicta FC 16: Hamasaki vs. Brown                                   | 2016年3月11日  |
| ○    | アリエル・ベック             | 3R 4:22 腕ひしぎ十字固め        | Legacy Fighting Championship 49 【Legacy FC女子フライ級王座決定戦】 | 2015年12月4日  |
| ○    | ラケル・オストビッチ         | 3R 4:58 腕ひしぎ十字固め        | Invicta FC 14: Evinger vs. Kianzad                                  | 2015年9月12日  |
| ×    | ロクサン・モダフェリ         | 5分3R終了 判定1-2               | Invicta FC 10: Waterson vs. Tiburcio                                | 2014年12月5日  |
| ○    | シャノン・シン               | 5分3R終了 判定3-0               | Invicta FC 9: Honchak vs. Hashi                                     | 2014年11月1日  |
| ○    | キム・コルバート             | 1R 0:10 TKO（ドクターストップ） | GFA 27: The Stage                                                   | 2014年9月19日  |

## 獲得タイトル

### ボクシング
- ルイジアナ州ゴールデングローブス 優勝（2010年、2013年）
- ナショナル・ゴールデングローブス 優勝（2013年）

### ムエタイ
- IKF世界アマチュアムエタイ選手権 優勝（2013年）
- WKA北米アマチュアムエタイ王座（2014年）
- IKF世界アマチュアムエタイ選手権 優勝（2015年）

### キックボクシング
- WKA北米アマチュアキックボクシング王座（2014年）

### 総合格闘技
- Ascend Combatアマチュア女子フライ級王座（2013年）
- Legacy FCアマチュア女子フライ級王座（2014年）
- 初代Legacy FC女子フライ級王座（2015年）
- 初代LFA女子フライ級王座（2017年）

## 表彰
- UFC ファイト・オブ・ザ・ナイト（1回）